# Санта-Мария-де-Соту
Санта-Мария-де-Соту (порт. Santa Maria de Souto)  —  район (фрегезия) в Португалии,  входит в округ Брага. Является составной частью муниципалитета  Гимарайнш. Находится в составе крупной городской агломерации Большое Минью. По старому административному делению входил в провинцию Минью. Входит в экономико-статистический  субрегион Аве, который входит в Северный регион. Население составляет 831 человек на 2001 год. Занимает площадь 4,07 км².
Покровителем района считается Дева Мария (порт. Santa Maria). 